# Jan Stefan Wydżga
Jan Stefan Wydżga, född 1610 i Lwów, död 1685, var en polsk biskop och författare. 
Wydżga blev, efter teologiska studier i Rom, hovpredikant hos Vladislav IV av Polen, biskop av Lutsk 1657, av Ermland 1659 och ärkebiskop av Gniezno 1678. Han författade intressanta memoarer om det svensk-polska fälttåget 1655–60, Historia abo Opisanie wielu poważniejszych rzeczy, które się działy podczas wojny szwedzkiej w Krolestwie Polskim od... 1655 aż do roku 1660 (tryckt 1678, 1858), varav ett polskt referat gjordes av Kazimierz Władysław Wóycicki 1852.